# Epoch RCWS
La torreta Epoch RCWS, o también conocida como Bumerang-BM (del ruso: Бумеранг-БМ), es una torreta controlada a distancia, fabricada para el uso en los blindados T-15 Armata, Kurganets-25 y en el Bumerang. Su primera aparición en público se dio en el 2015 durante los ensayos para el desfile por el Día de la Victoria en Moscú, montada en dichas plataformas.

## Diseño

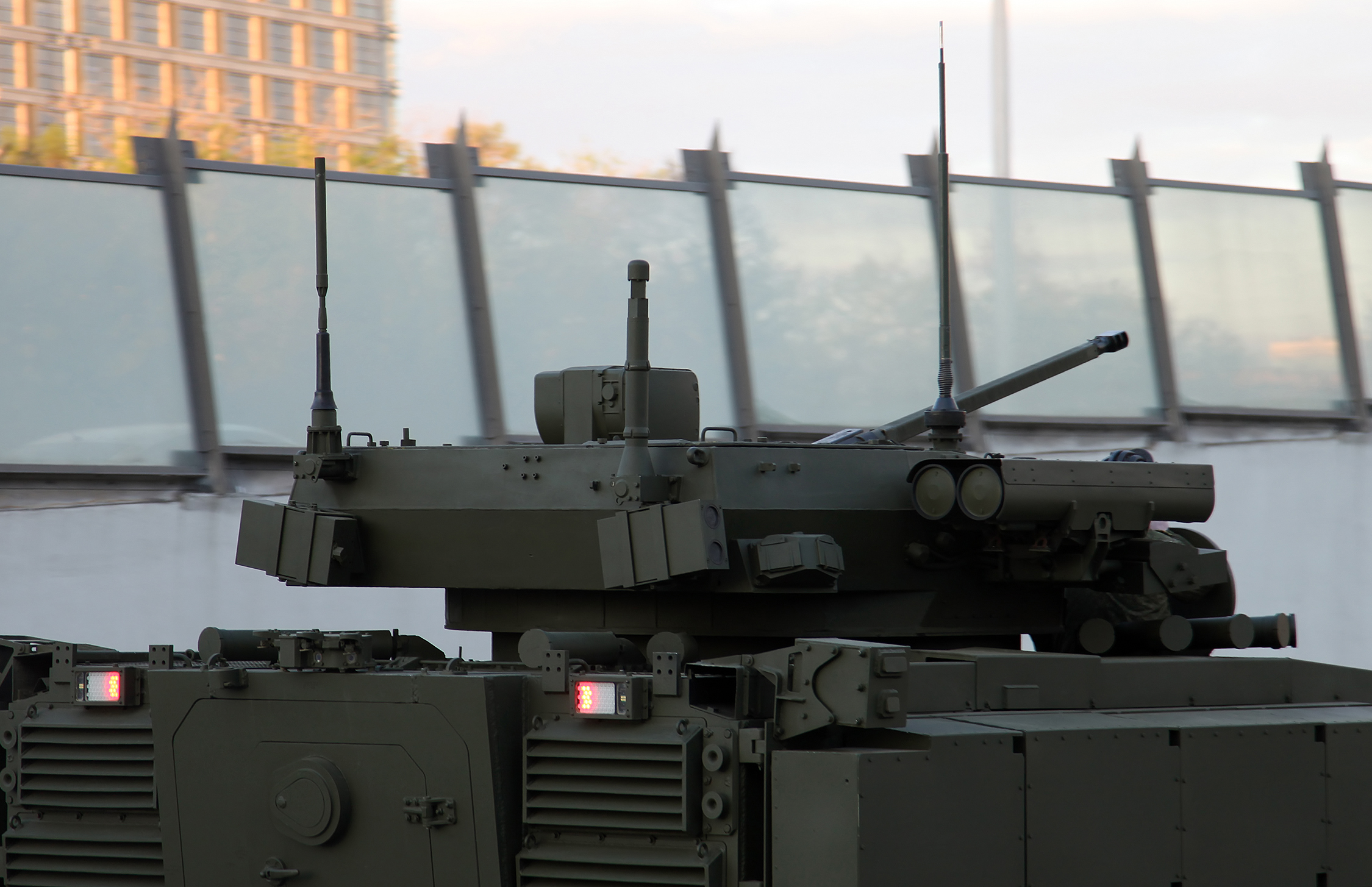
Vista reversa de la torreta, montada en un blindado VCI Kurganets-25.

Esta torreta es diseñada y manufacturada por la firma KBP Instrument Design Bureau.

### Armamento
El armamento principal es el cañón automático 2A42 de calibre 30 mm dotado con hasta 500 cartuchos (de tipo AP/HE), una ametralladora coaxial de calibre 7.62 mm del modelo PKT o Pecheneg. Adicionalmente, la torreta monta un par de misiles Kornet-EM a cada lado.
Ésta torreta viene de serie con una amplia gama de opciones para montar sistemas de control de tiro, puntería y dirección de tiro modernos, los que pueden entablar y marcar a varios objetivos tanto de día como de noche, a un rango de alcance máximo de 5500 metros (3 mi).

## Usuarios
- Rusia